# 南岸線
南岸線（英語：South Shore Line），是一條由北印第安納通勤運輸公司（NICTD）運營，從伊利諾伊州芝加哥市千禧車站開往印第安納州南本德機場的一條通勤铁路，曾是美国硕果仅存的城际电车之一。全線電氣化以運行電聯車。該線為客貨混運線路，貨物運輸由“芝加哥南岸和南本德鐵路”運營。

## 歷史

### 芝加哥和印第安納飛行鐵路
如今的南岸線可以追溯至1901年10月2日成立的“芝加哥和印第安納飛行鐵路 (Chicago and Indiana Air Line Railway)”，1903年9月起，開始提供從印第安納州東芝加哥市至印第安納港之間的客運服務。1904年，公司改名為“芝加哥湖岸和南本德鐵路 (Chicago, Lake Shore and South Bend Railway)”。1908年7月1日，提供密歇根市至南本德的客運服務。9月8日，西端延伸至印第安納州和伊利諾伊州的邊界城市哈蒙德，以方便和其他鐵路公司接駁。

### 芝加哥湖岸和南本德鐵路
自1908年起，“芝加哥湖岸和南本德鐵路 (Chicago Lake Shore and South Bend Railroad, CLS&SB)開始服務於北印第安納的鐵路業。當時正逢美國城市內公共交通大發展時期。
1909年4月，CLS&SB向伊利諾伊中央鐵路租借了其屬下“肯辛頓和東方鐵路”的一段線路。同年，該線路延伸到芝加哥市郊的肯辛頓市。1912年6月2日起，由伊利諾伊中央鐵路機車牽引，CLS&SB列車正式進入芝加哥市區。

### 芝加哥南岸和南本德鐵路

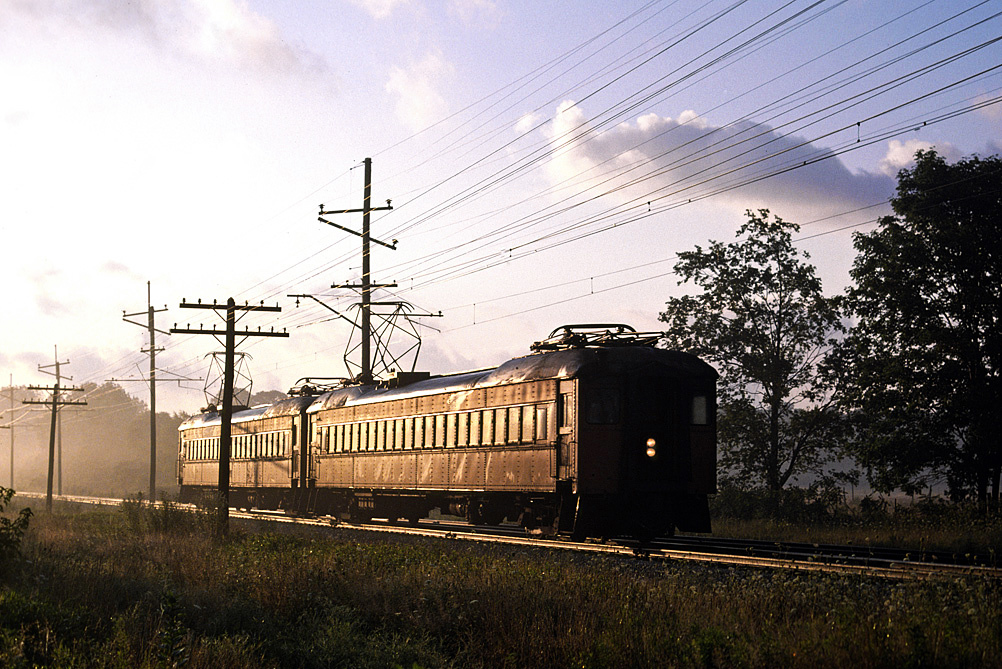
1980年，一輛密歇根市向運行的電聯車

1925年2月28日，芝加哥湖岸和南本德鐵路進入破產程序，由Samuel Insull新成立的“芝加哥南岸和南本德鐵路 (Chicago South Shore and South Bend Railroad, CSS&SB)”在6月29日購得 (公司本身於3天前成立)。新成立的鐵路公司同時經營客運和貨運。
1926年7月28日，鐵路電氣化的模式從交流6.6 KV轉化成直流 1.5KV，使得該公司的列車無需更換機車即可駛入伊利諾伊中央鐵路的總站廊道夫街車站。8月29日，從芝加哥駛出，同年，最早由芝加哥至印第安納港的客運線停止服務。
由於五大湖區的發達的製造業和國防工業，CSS&SB在二戰期間獲得盈利。然而戰後高速公路的競爭和城市郊區發展，使得CSS&SB的客運量迅速下滑。1950年代起，芝加哥區域鐵路的客流均出現下滑。1956年9月16日，CSS&SB在東芝加哥的一段街面鐵路被拆除以建設印州收費公路。1970年7月1日，線路西端縮短至南本德市區西部，原橫貫市區的街面鐵路被拆除。

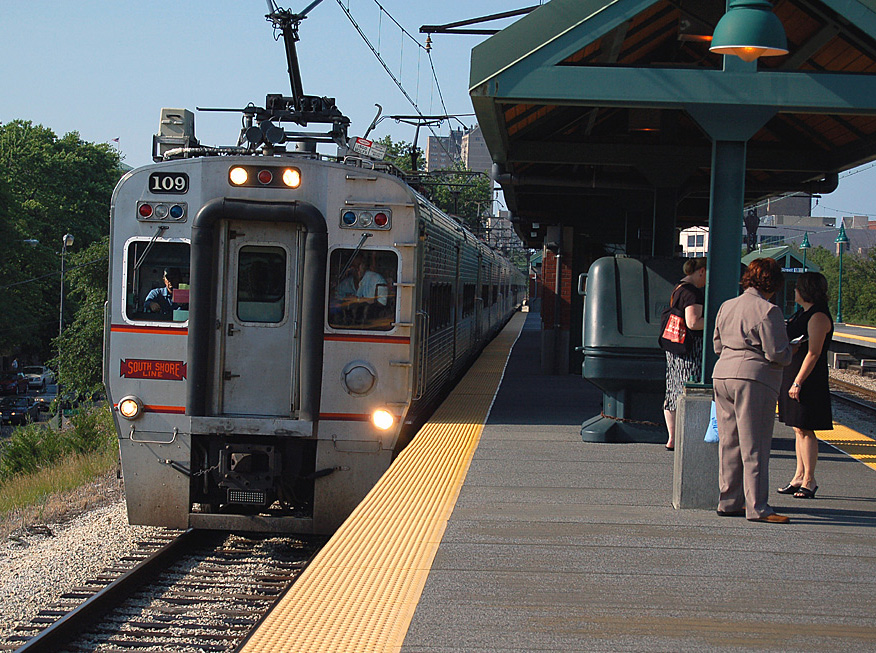
向南行駛的南岸線，首車為#109，停靠在海德公園的57街車站

1967年3月，切薩皮克和俄亥俄鐵路公司購得南岸線。1971年，CSS&SB是全國六個拒絕加入美鐵系統的鐵路公司之一。1976年，CSS&SB向州際通商委員會提出申請關閉客運業務。委員會向印第安納州政府質詢，1977年，政府成立“北印第安納州通勤交通區 (Northern Indiana Commuter Transportation District)”以投資和管理南岸線。1989年12月CSS&SB破產後，客運服務由NICTD接管。1990年12月，鐵路路軌由NICTD收購。同時，貨運業務由重組後的“芝加哥南岸和南本德鐵路公司”負責。
南岸線的車輛段，機務段和調度中心位於密歇根市，集團總部位於切斯特頓市。1992年11月21日，線路從美鐵南本德站延伸至南本德機場站。
2009年起，NICTD開始實施三年計劃以替換密歇根市和加里區間的接觸網，部分接觸網已約90年，耗資約一千八百萬美元。更新接觸網期間，部分週末列車停駛 (2009年5月-10月有五個週末，2010年5月一個週末，2010年8月到11月亦有五個)，停駛期間車輛在加里站折返。2011年5月至8月有十個週末需停駛列車。列車在沙丘公園站折返。在此期間，可乘坐，美鐵狼獾號列車前往密歇根市作為替代。

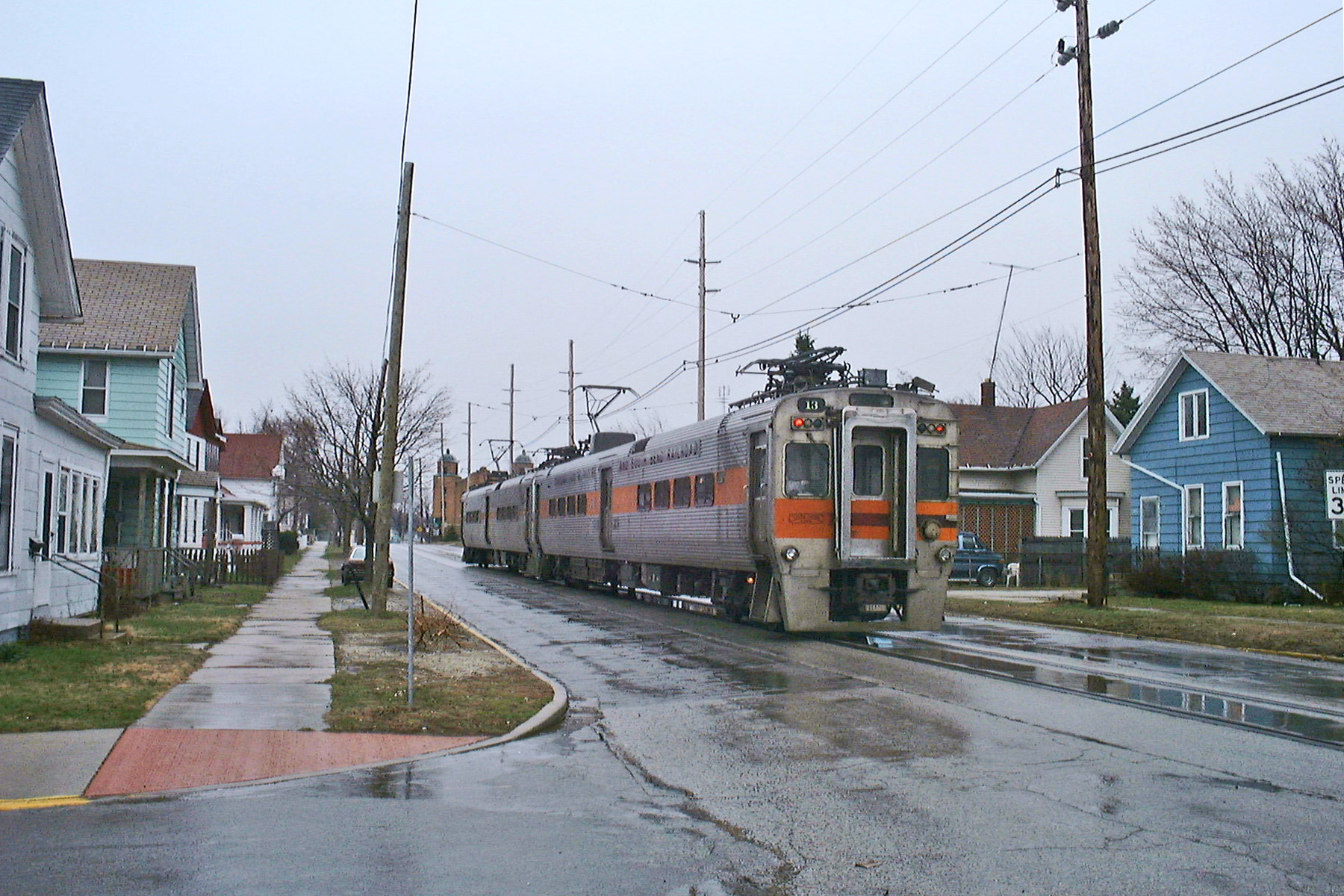
南岸線列車停靠在改造前的密歇根市11街車站

2005年起，就是否將密歇根市內街面線路進行改線進行了討論。2009年7月，NICTD宣布南岸線將在南面的新線上運行，以改善曲線半徑，並減少道口數量，減少維護投入。同時，兩個既有車站將被合併至一個新的車站。新站位於現11街車站以西一個街區，在富蘭克林街和華盛頓街之間，具備高站台和一個停車場。該方案若要實施，需拆除11街南側的一片住宅區和商店。
2010年3月，NICTD宣稱缺乏啓動資金完成先期的工程工作。若無法完成先期工程，則將難以贏得州政府及聯邦政府支持。此後，NICTD和市政府繼續尋求募集資金的途徑。2011年，NICTD採納一項價值一百萬美元的投標的調研項目，該項目將從2011年3月開始並將花費18個月的時間。2023年10月，密歇根市改線工程结束，至此南岸线所有混合路权轨道均已拆除。

## 未來計劃

### 瓦爾帕萊索和洛厄爾支線
目前，NICTD計劃從加里和哈蒙德兩處引出兩條支線，分別前往瓦爾帕萊索洛厄爾。NICTD曾在2008年10月州議會舉行的官方聽證會上宣稱，最初計劃是修建芒斯特和瓦爾帕萊索之間的支線，並將這段線路稱為“西湖走廊”。然而芒斯特-瓦爾帕萊索的路線的預期客流量較少，從而無法贏得聯邦政府的支持，整個計劃投入額為6.73億美元巨資，故轉而研究成本較低的加里-瓦爾帕萊索段。該段將使用原“紐約，芝加哥和聖路易斯鐵路”的一段廢棄路軌予以翻新。NICTD亦向聯邦政府申請經費用於哈蒙德-洛厄爾支線的先期研究，整條支線造價約為5.51億美元。

## 使用車輛

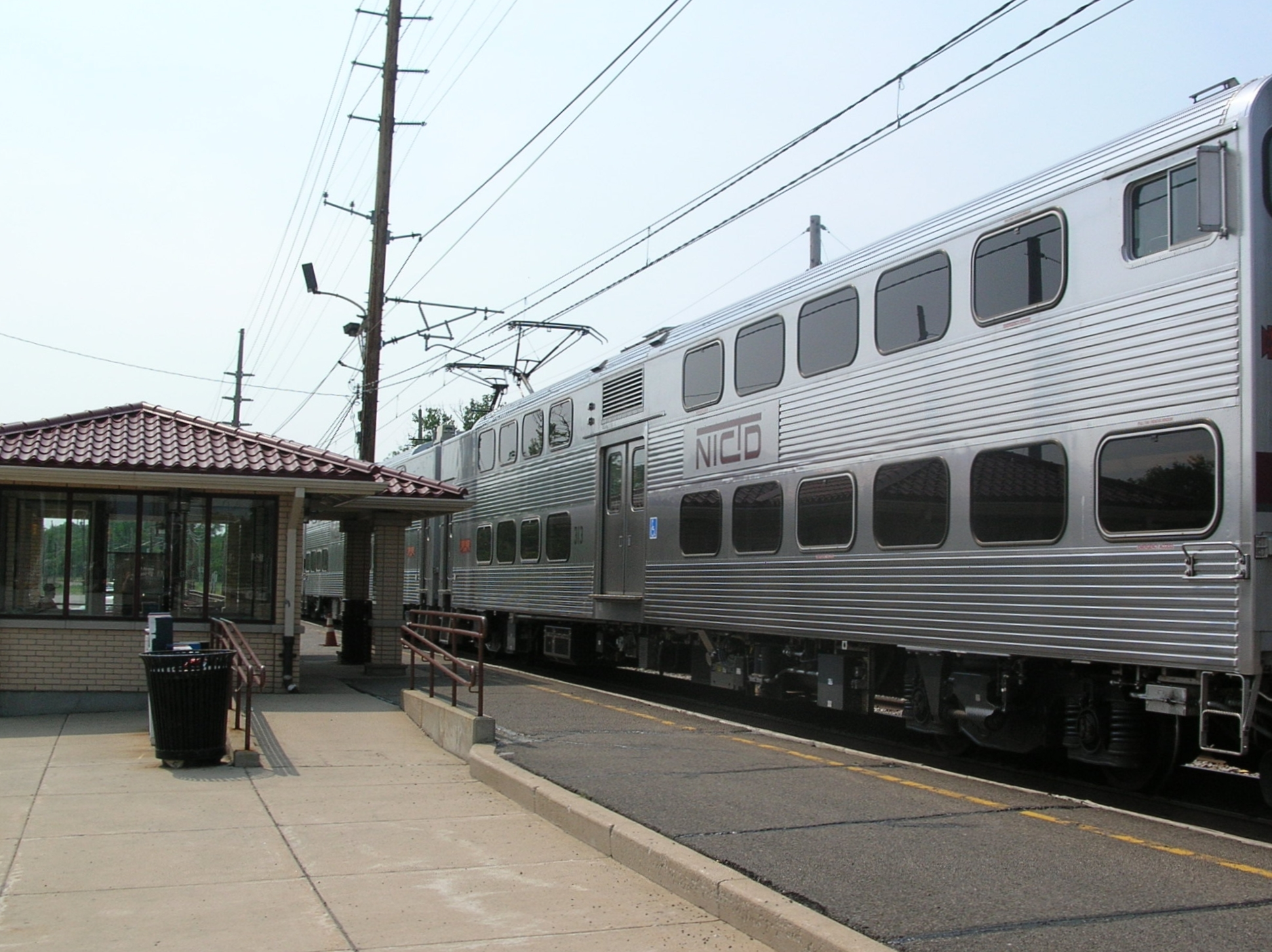
一輛南岸線雙層電鐵停靠在米勒湖灘站 (2011)

目前南岸線車組共有82節車廂，由日本車輛製造株式會社生產於1982年至2009年。其中，68節單層車廂，14節通道式雙層車廂。每節車廂中部都有高月台對開門和兩端的低月台單人車門，後者用於低月台，由乘務員手工開閉。在高月台車站停靠時，列車所有車門都將開啓以加快上下客，而在低月台車站，每節車廂僅開啓一座單人車門。
68節單層車廂中，其中48節為自帶動力和兩端駕駛室的車種，其中44節為1982-1983年之間生產。剩餘四節 (以及用於替換報廢增訂的車輛) 於1992年生產。理論上任何一節上述車廂都俱備獨立運行的能力。上述車廂編號從1至48，具有衛生間和無障礙設施，但不具備自行車車庫。其中31至38號為伊利諾伊區域交通管理局 (RTA) 出資訂購。編號101-110的十節為單向駕駛室動車，生產與2001年，無衛生間，但具中央車門和無障礙設施。奇數編號駕駛室位於東端，偶數編號駕駛室位於西端。
南岸線共有10節單層拖車，其中編號201-210的生產與1992年，無駕駛室，衛生間，中央車門和無障礙設施以增大載客量。列車通常為拖動混編不超過8節組成電聯車運營。
2009年，NICTD訂購了14節通道式雙層動車。雙層車設計和2005年Metra電鐵訂購的車輛相似，NICTD以折扣價購得，編號301-314。每節車具有一段駕駛室，一個集電弓，一個衛生間和無障礙設施。最短編組為兩節雙層動車 (駕駛室向外連結)。受動力組限制，雙層車最大編組為6節，且無法單雙層車輛混編。雙層車訂購時，正逢油價上漲，通勤客流增加。但隨即帶來的經濟不景氣則使客流有所回落。
| 製造商   | 型號     | 生產時間        | 編號    |
| -------- | -------- | --------------- | ------- |
| 日本車輛 | 單層動車 | 1982–1983, 1992 | 1–48    |
| 日本車輛 | 拖車     | 1992            | 201–210 |
| 日本車輛 | 單層動車 | 2001            | 101–110 |
| 日本車輛 | 雙層動車 | 2009            | 301–314 |

## 票價
和芝加哥通勤鐵路類似，南岸線也使用區域票價系統。區域由各車站至千禧車站的距離決定。千禧車站至黑格維希站 (區域3)區間票價和Metra相同。車票可在車站或上車後向乘務員購買，若在有人值守車站上車後購票，則加收$1手續費。13歲以下，65歲以上老人，殘疾人享有半價優惠。此外，乘客亦可購買十乘票，26乘票和月票。
2010年以前，在車站購票只能使用現金，銀行卡僅用於網上購票。2010年以後，在主要車站設置了能使用銀行卡購票的自動售票機。
在2009年9月25日NICTD會議上，宣布從該年11月22日起將對週末和節假日票價予以上漲，同時實行新週末和節假日列車時刻表。自2003年以來，週末和節假日票價比常規票價稍有降低，以吸引客流。NICTD的市場部主管約翰.帕森斯認為由於工作日客流較少，對節假日漲價是解決虧損的必要手段。新時刻表也極大削減了週末班次，並且有一半開往南本德的列車會在卡羅爾大街站折返。
2010年1月29日NICTD會議討論了票價上漲計劃，2010年6月1日上漲1%，一年後再上漲2%。2010年3月舉行了五場聽證會討論這個計劃。

## 車站

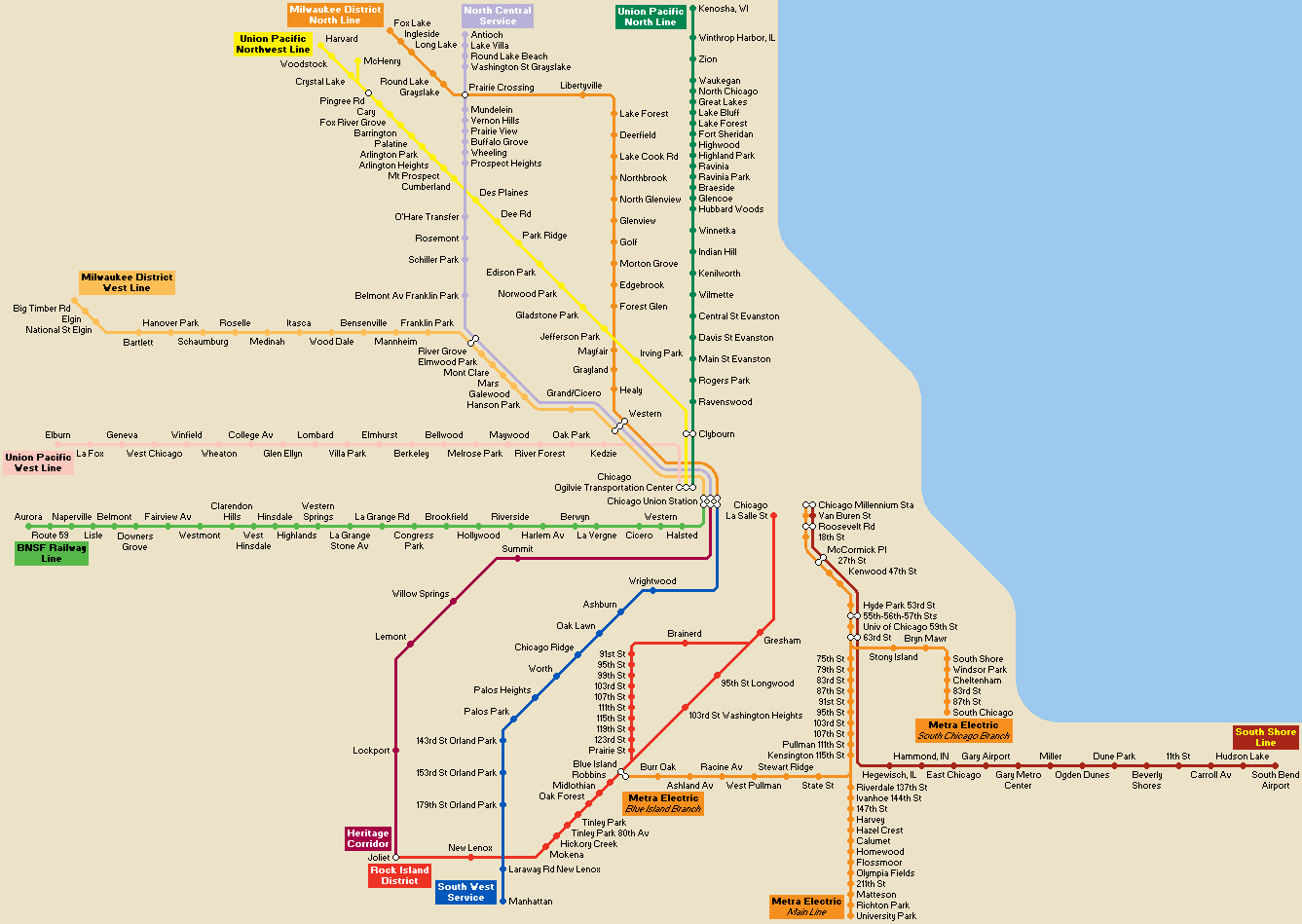
南岸線和Metra線路圖

南岸線在千禧車站至63街車站和Metra電鐵線共線，由於Metra避免和其本身競爭，南岸線東向列車僅在共線區段上客，西向列車僅在上述車站下客。
目前南岸線有下列車站 (並非所有列車站站皆停)：

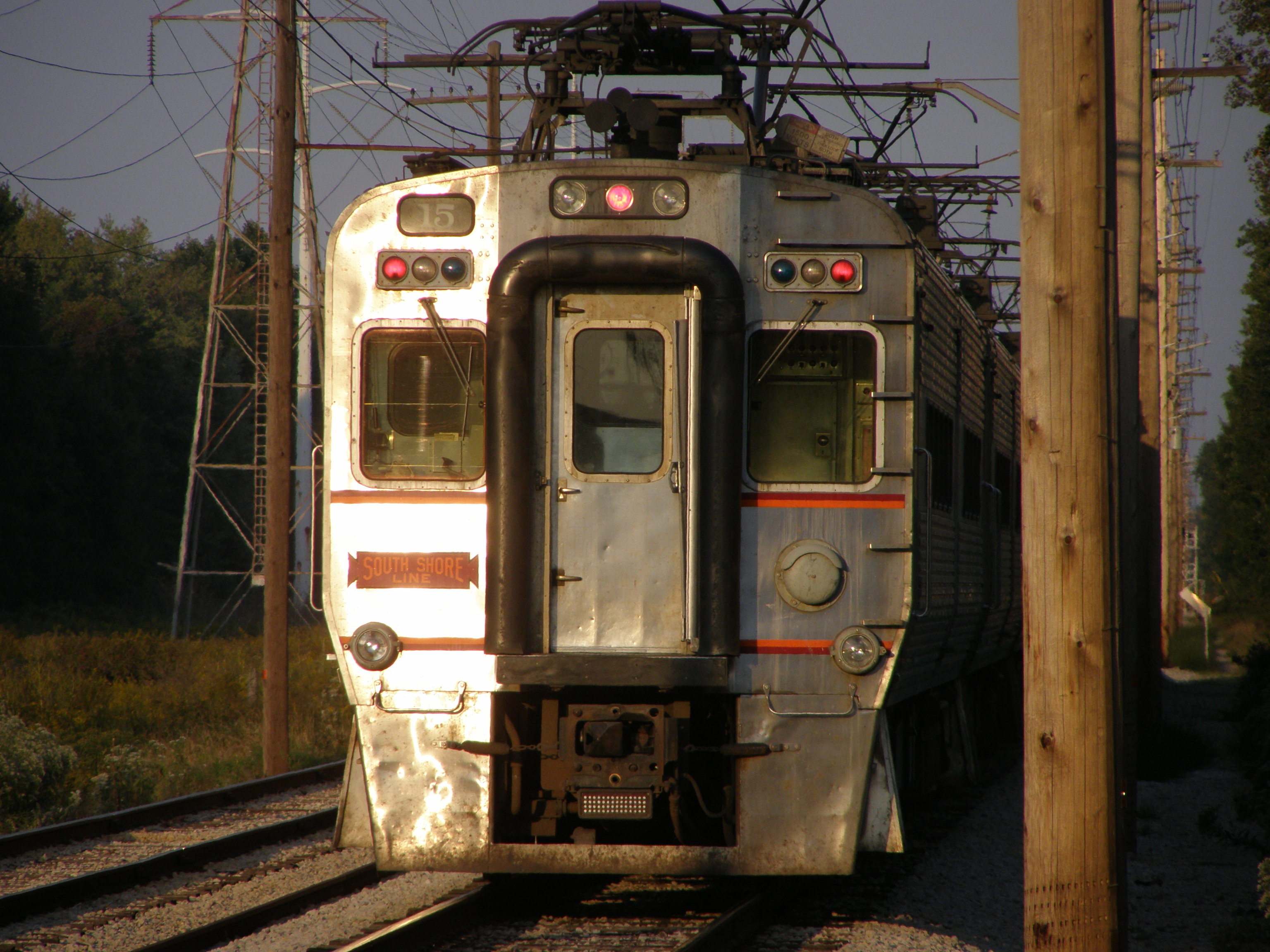
南岸線列車尾部

| 州         | 城市              | 車站                           | 接駁 |
| ---------- | ----------------- | ------------------------------ | --- |
| 伊利諾伊州 | 芝加哥            | 千禧車站                       | Metra: Metra電鐵線 CTA: 4, 6, 19, 20, 26, 60, N66, 124, 129, 143, 145, 147, 148, 151, 157, 紅線, 芝加哥捷運環線 (州/湖站) '''佩斯巴士''': 855 ChicaGo Dash |
| 伊利諾伊州 | 芝加哥            | 范布倫街站                     | Metra: Metra電鐵線 CTA: 1, 3, 4, 6, 7, 14, 26, X28, 126, 129, 130, 132, 145, 147, 148, 151                                                                 |
| 伊利諾伊州 | 芝加哥            | 博物館區/11街站                | Metra: Metra電鐵線 CTA: 1, 3, 4, 12, 129, 130, 146 |
| 伊利諾伊州 | 芝加哥            | 麥考密克區站 – 招呼站 (僅週末) | Metra: Metra電鐵線 CTA: 3, 21 |
| 伊利諾伊州 | 芝加哥            | 57街站 (海德公園)              | Metra: Metra電鐵線 CTA: 15, 28, 55, 170, 171 |
| 伊利諾伊州 | 芝加哥            | 63街站 – 招呼站 (僅部分車次)   | Metra: Metra電鐵線 – 南芝加哥區間段 CTA: 63 |
| 伊利諾伊州 | 芝加哥            | 黑格維希站                     | CTA: 30 '''佩斯巴士''': 355, 358, 364 |
| 印第安納州 | 哈蒙德            | 哈蒙德站                       | 哈蒙德運輸: 紅線 |
| 印第安納州 | 東芝加哥          | 東芝加哥站                     | 東芝加哥運輸: 1, 2, 4 哈蒙德運輸: 綠線和橙線 |
| 印第安納州 | 加里              | 加里機場站 – 招呼站            | 加里公共運輸集團: 12 |
| 印第安納州 | 加里              | Gary通勤鐵路中心站             | 加里公共運輸集團: 1, 7, 11, 12, 13, 16, 17, 19 |
| 印第安納州 | 加里              | 米勒湖灘站                     | 加里公共運輸集團: 13 |
| 印第安納州 | 奧格登沙丘 波台基 | 波台基/奧格登沙丘站            | 無 |
| 印第安納州 | 波特              | 沙丘公園站                     | V線: 橙線 (僅週五至週日) |
| 印第安納州 | 伯克利湖岸        | 伯克利湖岸站 – 招呼站          | 無 |
| 印第安納州 | 密歇根市          | 11街車站                       | 密歇根市運輸: 1, 2, 4 |
| 印第安納州 | 密歇根市          | 卡羅爾大街站                   | 密歇根市運輸: 3 |
| 印第安納州 | 哈德遜湖]         | 哈德遜湖站 – 招呼站            | 無 |
| 印第安納州 | 南本德            | 南本德機場站                   | 灰狗巴士 美國軟座 南本德運輸: 4 |

## 外部連結
- Northern Indiana Commuter Transportation District （页面存档备份，存于）
- Chicago, Illinois / South Bend, Indiana: The South Shore Line